# Итанца (посёлок)
Ита́нца — посёлок в Прибайкальском районе Бурятии. Входит в сельское поселение «Итанцинское».

## География
Расположен в 15 км к юго-запад-западу от райцентра, села Турунтаево, непосредственно к югу от центра сельского поселения, села Кома, на правом берегу реки Итанцы.

## История
Основан в конце 1940-х годов как посёлок Итанцинского леспромхоза.

## Экономика
Лесозаготовки, лесопереработка.

## Население
| 2002 | 2010  |
| ---- | ----- |
| 1066 | ↘1022 |